# Schutzhaft
Schutzhaft war in der Zeit des Nationalsozialismus ein Instrument der vorbeugenden Verbrechensbekämpfung und polizeilichen planmäßigen Überwachung. Das Recht auf persönliche Freiheit (Artikel 114 der Weimarer Verfassung) war vom Reichspräsidenten Paul von Hindenburg durch seine Verordnung zum Schutz von Volk und Staat (Reichstagsbrandverordnung) am 28. Februar 1933 ausgesetzt worden. Gegen die polizeiliche Haftanordnung waren keine Einwendungen möglich, etwa im Wege der Haftprüfung.

## Grundsätzliches

### Begriff
Der Begriff Schutzhaft wurde nicht nur von den Nationalsozialisten gebraucht. Er ist weder mit der Schutzhaft im Königreich Preußen noch mit heutigen Begriffen des rechtsstaatlichen Polizei- und Ordnungsrechts zu verwechseln. Zu diesen hier im Artikel nicht gemeinten Begriffen gehören der Schutzgewahrsam, der Polizeigewahrsam, auch der Unterbindungsgewahrsam oder die Sicherungsverwahrung. Diesen Begriffen ist gemein, dass es sich um Rechtsinstitute mit gesetzlich geregelten Vorgaben handelt, insbesondere einer richterlichen Überprüfung und dem Recht auf anwaltlichen Beistand.
Nach Beginn des Ersten Weltkriegs wurden von Kaiser Wilhelm II. unter dem Begriff „Schutzhaft“ umfangreiche Zwangsmaßnahmen ohne gerichtliche Überprüfung verhängt, die im „Gesetz betreffend die Verhaftung und Aufenthaltsbeschränkung auf Grund des Kriegszustandes und des Belagerungszustandes“ vom 4. Dezember 1916 nur leicht abgemildert wurden. Ein prominentes Opfer war Rosa Luxemburg. Auch nach der Novemberrevolution 1918 wurden unter dem SPD-Reichswehrminister Gustav Noske mit dem am 10. Februar 1919 in Kraft getretenen Gesetz über die vorläufige Reichsgewalt zahlreiche Personen in Schutzhaft genommen, etwa streikende Arbeiter im Ruhrgebiet.
Nach Inkrafttreten der Weimarer Reichsverfassung am 14. August 1919 verstand man in Deutschland unter „Schutzhaft“ weiterhin eine Haftform mit minderen Rechten und unter verschärften Bedingungen.
Im Nationalsozialismus waren die in „Schutzhaft“ genommenen Personen, die Insassen der KZs, vollkommen rechtlos gestellt. Dies beruhte auf der Reichstagsbrandverordnung vom 28. Februar 1933, die praktisch alle individuellen Grundrechte außer Kraft setzte, von den Nationalsozialisten während ihrer zwölfjährigen Diktatur niemals aufgehoben wurde und die Grundlage ihrer Herrschaft blieb.
Wenn die preußische Schutzhaft also nicht mit der der Nationalsozialisten zusammenfällt, führt Giorgio Agamben das nationalsozialistische Lager dennoch auf das preußische Rechtsinstitut zurück: Während die ursprüngliche Schutzhaft im Rahmen des Dispositivs des Ausnahmezustands die Inhaftierung Unschuldiger „ironischerweise [als] Schutz gegen die Aufhebung des Rechts, die den Notstand kennzeichnet“ regle, überführe die nationalsozialistische Schutzhaft in Form der Lager den „Ausnahmezustand, der im Wesentlichen eine zeitweilige Aufhebung der Ordnung war, [in] eine permanente räumliche Anordnung, einen Bereich, der als solcher jedoch außerhalb der normalen Ordnung verbleibt“. Trotz qualitativer Unterschiede in beiden Regimeformen in der rechtlichen und faktischen Situation der in Schutzhaft Genommenen besteht die Gemeinsamkeit darin, dass die ursprüngliche Bedingung der Inhaftnahme eine Ausnahme darstellt, sich im weiteren Verlauf jedoch mehr und mehr zur Abschaffung der rechtlichen Norm fortentwickelt.

### Gesetzliche Regelung
Alle Artikel mit Freiheitsrechten wurden gem. Art. 48 Abs. 2 Satz 2 der Weimarer Verfassung „bis auf weiteres“ durch die Reichstagsbrandverordnung des Reichspräsidenten Paul von Hindenburg außer Kraft gesetzt. Der offizielle Name der Verordnung lautete: Verordnung des Reichspräsidenten zum Schutz von Volk und Staat.
„Zur Abwehr kommunistischer staatsgefährdender Gewaltakte“ wurden gemäß § 1 aufgehoben:
- Artikel 114 Verbot von Beschränkungen der persönlichen Freiheit
- Artikel 115 Unverletzlichkeit der Wohnung
- Artikel 117 Brief-, Post-, Telegraphen- und Fernsprechgeheimnis
- Artikel 118 Meinungs- und Pressefreiheit
- Artikel 123 Versammlungsfreiheit
- Artikel 124 Vereinigungsfreiheit
- Artikel 153 Recht auf Eigentum

In § 2 wurde die Reichsregierung ermächtigt, alle zur „Wiederherstellung der öffentlichen Sicherheit und Ordnung nötigen Maßnahmen“ zu treffen.

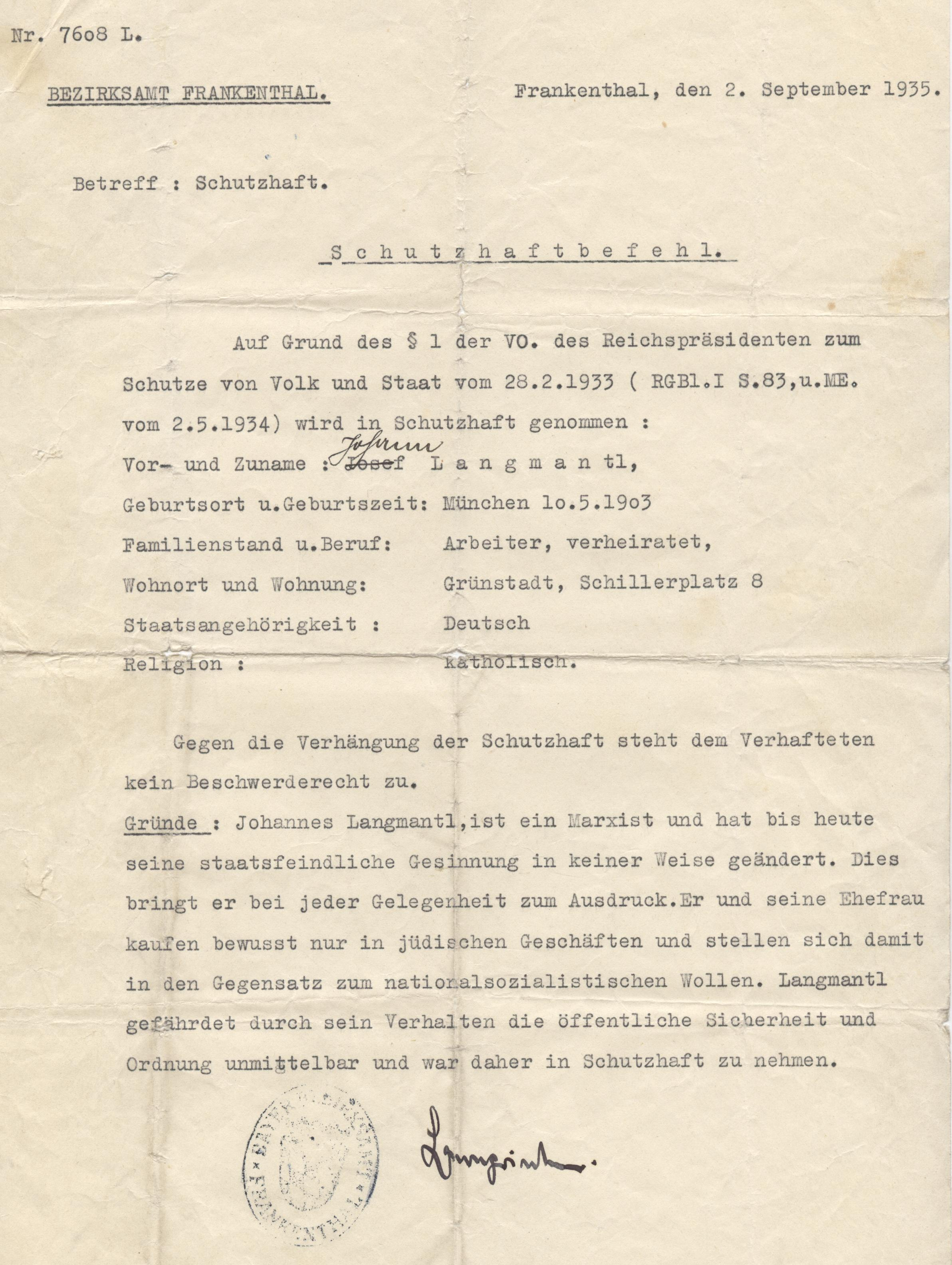
Schutzhaftbefehl des Bezirksamtes Frankenthal (Pfalz) gegen Hans Langmantl (2. September 1935)

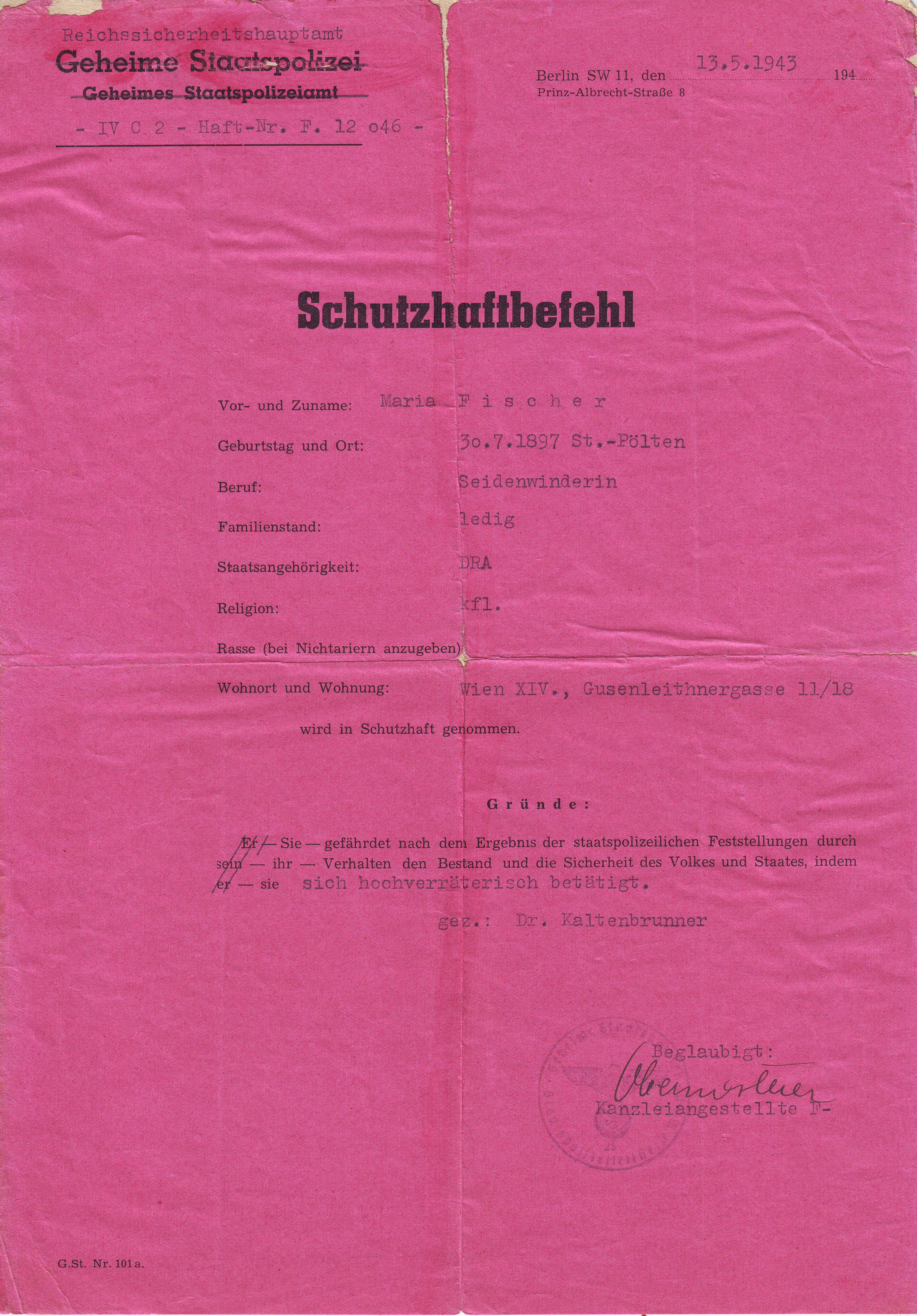
Schutzhaftbefehl des Reichssicherheitshauptamtes gegen Maria Fischer, 13. Mai 1943, unterschrieben mit „gez.: Dr. Kaltenbrunner“

Eine dieser Maßnahmen war der Runderlaß des Reichsministers des Inneren Dr. Wilhelm Frick über die Bestimmungen zur Anwendung der Schutzhaft (April 1934). Dieser bestimmte als die für die Verhängung von Schutzhaft zuständigen Stellen insbesondere die Geheime Staatspolizei. Die Kreis- und Ortspolizeibehörden (Ordnungspolizei) wurden zu Hilfsorganen der Gestapo und unterstanden seit dem Erlass über die Einsetzung eines Chefs der Deutschen Polizei im Reichsministerium des Innern vom 17. Juni 1936 ebenfalls dem Oberbefehl von Heinrich Himmler. Die Zuständigkeit der ordentlichen Gerichte für Zivil- und Strafverfahren blieb jedoch bestehen. Dagegen war bei Anordnung von Schutzhaft durch die Gestapo keine gerichtliche Überprüfung vorgesehen. Rechtsanwälte konnten sich also nicht für die in Schutzhaft genommenen Mandanten einsetzen. Diesen brauchten noch nicht einmal die Gründe für ihre Verhaftung mitgeteilt zu werden. Die Polizei bzw. die Verantwortlichen für die Führung der Konzentrationslager hatten dagegen unumschränkte Macht.
Ausdrücklich nicht befugt zur Inschutzhaftnahme waren dagegen Stellen der NSDAP und der SA. Diese konnten die Verhängung von Schutzhaft aber bei den zuständigen Stellen beantragen.
Es war vorgesehen, die Schutzhaft ausschließlich in staatlichen Gefangenenanstalten oder Konzentrationslagern zu vollstrecken. Bereits am 12. März 1933 hatte Ministerpräsident Hermann Göring die Schließung sogenannter „wilder Konzentrationslager“ verfügt, ein von dem ersten Chef der preußischen Gestapo Rudolf Diels geprägter Begriff, mit dem improvisierte Haftstätten der SA gemeint waren.
Wenn eine Verhaftung vorgenommen wurde, war das Geheime Staatspolizeiamt in Berlin als oberste Landesbehörde zu unterrichten, es sei denn, dieses hätte sie selbst veranlasst. Nur wenn das Staatspolizeiamt die Schutzhaft nicht angeordnet und nicht ausdrücklich bestätigt hatte, war der Häftling innerhalb von acht Tagen nach der Verhaftung zu entlassen; andernfalls sollte alle drei Monate eine behördliche Überprüfung erfolgen.
Verschärft wurden die Regelungen mit dem Schutzhafterlaß vom 25. Januar 1938.
Die Reichstagsbrandverordnung und mit ihr die Anordnung von Schutzhaft sind erst nach Kriegsende mit Wirkung zum 9. Mai 1945 außer Kraft getreten.

### Polizeiliche Vorbeugehaft
Ebenfalls auf Grundlage der Verordnung zum Schutz von Volk und Staat erging am 14. Dezember 1937 der Runderlass über die vorbeugende Verbrechensbekämpfung durch die Polizei des Reichsministeriums des Innern, mit dem die Vorbeugende Verbrechensbekämpfung reichsweit vereinheitlicht werden sollte. Die aufgrund dieser Regelung verhängte Polizeiliche Vorbeugehaft, irrtümlich auch als Befristete Vorbeugungshaft bezeichnet, betraf insbesondere vorbestrafte „Berufs- und Gewohnheitsverbrecher“, die nicht durch die Gestapo, sondern durch die Ordnungspolizei überwacht und interniert werden konnten. Betroffen waren aber auch andere „asoziale“ Personengruppen wie „Arbeitsscheue“, Obdachlose, Sinti und Roma, Prostituierte und Homosexuelle. Diese Menschen sollten in „staatlichen Besserungs- und Arbeitslagern“, sprich Konzentrationslagern, zum Schutz der Allgemeinheit „unschädlich“ gemacht werden.

### Funktion der Schutzhaft

#### „Prävention“
Im Nationalsozialismus wurde von dem Instrument der Schutzhaft als Mittel zur Prävention massenhaft Gebrauch gemacht. Es diente nicht irgendwelchen Schutzzwecken, schon gar nicht, wie oft behauptet wurde, dem Schutz der Betroffenen vor dem „Volkszorn“, sondern der Verfolgung bzw. Vernichtung politisch und anderweitig missliebig gewordener Personen. Zunächst wurden vor allem Mitglieder linker Organisationen (vor allem von KPD und SPD) Opfer der „Schutzhaft“, dann auch andere Personen, die sich mit ihren politischen und weltanschaulichen Überzeugungen gegen das Regime exponierten, etwa Angehörige der christlichen Konfessionen und Gemeinschaften (z. B. die Gruppe der Ernsten Bibelforscher bzw. Zeugen Jehovas). Es folgten die Angehörigen der aus ethnisch-rassistischen Motiven verfolgten Minderheiten der Juden, Sinti und Roma und anderer, die als „Asoziale“ aus der „Volksgemeinschaft“ ausgeschlossen werden sollten. Als „asozial“ bzw. „gemeinschaftsfremd“ war eine ganze Reihe sehr unterschiedlicher, „deutschblütiger“ sozialer Minderheiten etikettiert, so z. B. Alkoholiker, Prostituierte, Unterstützungsempfänger, „Landfahrer“, „Arbeitsscheue“ bzw. „Bummelanten“ und Homosexuelle. Sie alle unterlagen der Gefahr, im individuellen Zugriff oder im Zuge umfangreicher Razzien wie der Aktion „Arbeitsscheu Reich“ in „Schutzhaft“ zu geraten.
Ein nicht geringer Teil der KZ-Insassen waren auch „gewöhnliche“ Kriminelle, gegen die beispielsweise polizeiliche Vorbeugehaft verhängt worden war. Diese Häftlingsgruppe war im Gegensatz zu den „politischen“ Schutzhäftlingen nicht durch ein rotes Abzeichen, sondern durch einen grünen Winkel gekennzeichnet. Die SS rekrutierte vorzugsweise aus diesen „Grünen“ ihre sogenannten Funktionshäftlinge, während die interne Häftlingshierarchie von den Kommunisten angeführt wurde. Als frühere Parteifunktionäre verfügten sie oft über besondere organisatorische Fähigkeiten.

#### „Repression“
Eine weitere Funktion hatte die „Schutzhaft“ als Mittel des Strafvollzugs. Am 18. September 1942 vereinbarten Reichsführer SS Heinrich Himmler und der damalige Reichsjustizminister Otto Thierack Maßnahmen zur „polizeilichen Sonderbehandlung bei nicht genügenden Justizurteilen“. Danach sollten „asoziale Elemente aus dem Strafvollzug an den Reichsführer SS zur Vernichtung durch Arbeit ausgeliefert“ werden. Das betraf nach Entscheidung des Reichsjustizministers sämtliche in Sicherungsverwahrung befindlichen Personen, Juden, Zigeuner, Russen und Ukrainer, Polen über 3 Jahre Strafe sowie Tschechen und Deutsche über 8 Jahre Strafe. Ferner bestand „Übereinstimmung darüber, daß in Rücksicht auf die von der Staatsführung für die Bereinigung der Ostfragen beabsichtigten Ziele in Zukunft Juden, Polen, Zigeuner, Russen und Ukrainer nicht mehr von den ordentlichen Gerichten, soweit es sich um Strafsachen handelt, abgeurteilt werden sollen, sondern [unmittelbar] durch den Reichsführer SS erledigt werden“. Die genannten Personen wurden damit der Zuständigkeit der Strafjustiz überhaupt entzogen und konnten ohne jedes Verfahren direkt deportiert und in einem Konzentrationslager ermordet werden.

## Zum Verhältnis von Justiz und Polizei/SS

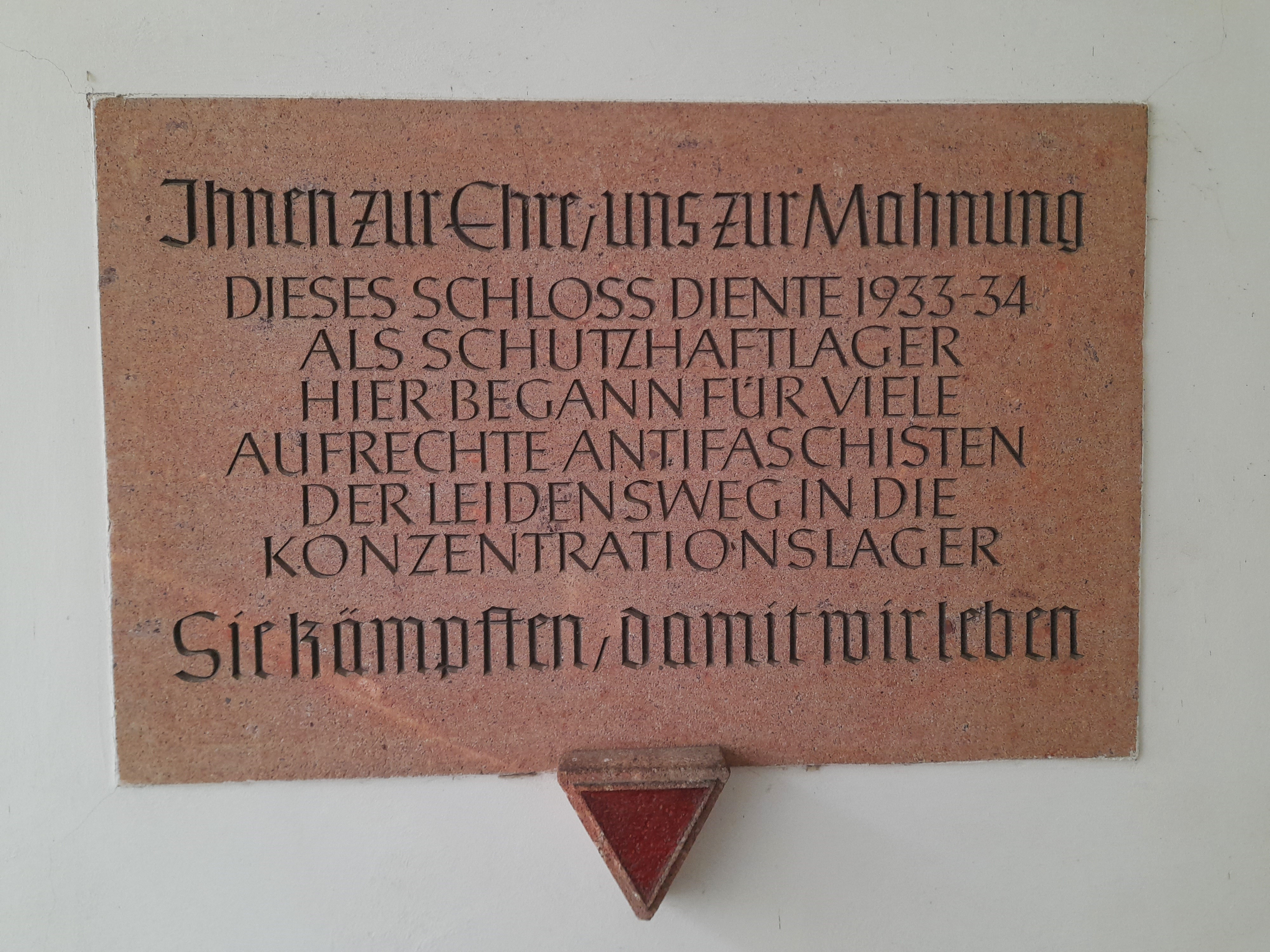
Schloss Colditz, Gedenktafel NS-Schutzhaftlager 1933/1934

Bereits im Mai 1933 hatte der preußische Justizminister Hanns Kerrl angeordnet, dass Personen, die wegen Verdachts auf staatsfeindliches Verhalten (von der Justiz) festgenommen worden waren, aber nicht mehr unter dringendem Tatverdacht standen (was Voraussetzung für die gerichtliche Anordnung von Untersuchungshaft war und ist), nicht ohne Zustimmung der politischen Polizei aus der Untersuchungshaft entlassen werden durften.
Reichsjustizminister Franz Gürtner verpflichtete 1935 die Gerichte, die Gestapo unverzüglich zu benachrichtigen, wenn sie den Haftbefehl gegen eine Person, die eines politischen Deliktes verdächtigt wurde, aufzuheben oder gar nicht erst zu erlassen beabsichtigte.
Mit Kriegsbeginn nahm die Justiz in weiten Bereichen ihren Anspruch, allein zuständig zu sein, zurück.
Die vorgenannte Vereinbarung vom 18. September 1942 führte dazu, dass allein in der Zeit vom 1. November 1942 bis 30. April 1943 14.700 Strafgefangene in Konzentrationslager abtransportiert wurden. Schon am 1. April 1943 waren hiervon 5.900 zumeist an Epidemien verstorben.
Noch deutlicher formulierte Reichsjustizminister Thierack seine Ziele in einem Schreiben vom 13. Oktober 1942 an Martin Bormann: „(…) beabsichtige ich, die Strafverfolgung gegen Polen, Russen, Juden und Zigeuner dem Reichsführer SS zu überlassen. Ich gehe hierbei davon aus, daß die Justiz nur im kleinen Umfang dazu beitragen kann, Angehörige dieses Volkstums auszurotten.“ In einer Besprechung mit den Präsidenten der Oberlandesgerichte am 29. September 1942 erklärte Thierack die Aufgabe des richterlichen Kompetenzanspruchs damit, dass nur die Polizei diese Aufgabe erledigen könne, zumal sie bereits entsprechende Erfahrungen gesammelt habe. Die Richter hingegen würden innerlich zerbrechen, wenn man von ihnen verlangte, dass jedes Verfahren gegen einen Fremdvölkischen mit dem Todesurteil zu enden habe.
Bei einer Besprechung mit den Oberlandesgerichtspräsidenten am 10./11. Februar 1943 äußerte Thierack, wenn ein höherer Polizeioffizier es für notwendig halte, einen Polen ohne Gerichtsverfahren zur Abschreckung zu hängen, werde er auch in Zukunft nicht intervenieren, da der Polizeioffizier nur seine Pflicht tue.
Im Sinne des nationalsozialistischen Strafrechts straffällig gewordene sogenannte „Asoziale“ und „Fremdvölkische“ durften nach einem geheimen Runderlass des RSHA von 1943 an die Justiz übergeben werden, wenn „ein öffentliches Gerichtsverfahren stimmungspolitisch sinnvoll schien und sichergestellt war, dass das Verfahren mit der Todesstrafe enden würde“. Ansonsten kamen diese Personen sofort in Schutzhaft. Ermittlungsvorgänge gegen Polen wurden ohnehin, trotz der in der so genannten Polenstrafrechtsverordnung grundsätzlich vorgesehenen Todesstrafe, schon seit Januar 1942 nur noch in Ausnahmefällen an die Justiz abgegeben.
Polnische und russische Zwangsarbeiter wurden, was der häufigste Exekutionsfall war, umstandslos von der Polizei erschossen, wenn sie mit deutschen Frauen ein Liebesverhältnis bzw. mit ihnen Geschlechtsverkehr ausgeübt hatten. Auf dieselbe Weise wurde Arbeitsverweigerung bei Verlassen des (Zwangs-)Arbeitsplatzes geahndet.

## Verhängung der Schutzhaft in Zahlen
Die Zahl der in „Schutzhaft“ genommenen Personen schwankte stark.

Haftentlassung 1933 aus dem Gefängnis Bayreuth für Elias Rausch (SPD-Mitglied)

Die erste Welle, vor allem gegen die Sozialdemokraten und Kommunisten gerichtet, fiel in die Monate März und April 1933. In diesen beiden Monaten wurden allein in Preußen mindestens 25.000 Personen von staatlichen Organen inhaftiert. Hinzu kamen die damals noch „wilden“ Verhaftungen durch SA und SS. Da die staatlichen Machtorgane 1934 nach den Ereignissen des sog. Röhm-Putsches vom 30. Juni 1934 durch Himmlers SS übernommen worden waren, sind in der Folgezeit sämtliche Inhaftierungen als staatliche Verfolgungsmaßnahmen zu werten.
Die frühen Konzentrationslager („KZ“) unterstanden meist der „Parteiarmee“ SA, wodurch sich in der Bevölkerung eine gewisse Furcht vor der SA ausbreitete. Die Hoffnung der bürgerlichen Schichten, die Entmachtung der SA nach dem Röhm-Putsch werde ein Ende der Willkür bringen, erfüllte sich nicht. Statt Röhms SA erlangte nun Himmlers SS die Möglichkeit, neue KZs in systematischer Art und Weise zu errichten.
Auch diente die „Schutzhaft“ nicht mehr, wie man der Reichstagsbrandverordnung entnehmen könnte, nur der Verfolgung von Kommunisten, sondern auch anderer Gruppen. Das Kammergericht wertete am 8. Dezember 1935 die Inhaftierung von Mitgliedern der katholischen Jugendbewegung ebenfalls als Kommunistenbekämpfung.
Theodor Eicke, der spätere Kommandant des KZ Dachau, nahm in Himmlers Auftrag eine Neugliederung der Konzentrationslager vor und systematisierte Willkür und Terror. Seine allgemeinverbindlich gewordene „Disziplinar- und Strafordnung für das Gefangenenlager“ vom 1. Oktober 1933 ging von dem Grundsatz aus, dass der Häftling mit äußerster, aber unpersönlicher und disziplinierter „Härte“ behandelt werden solle. In der Lagerordnung wurde auch eine brutale Prügelstrafe („Prügelbock“) eingeführt, die unter den Häftlingen als „über den Bock gehen“ bezeichnet wurde. In der sogenannten Postenpflicht war festgehalten, Wachposten hätten bei Anzeichen von Flucht sofort und ohne warnenden Aufruf von der Schusswaffe Gebrauch zu machen, Warnschüsse waren verboten. Mord im KZ war damit straflos geworden. „Der Posten, der in Ausübung seiner Pflicht einen Gefangenen erschossen hat, geht straffrei aus.“ Diese Postenpflicht war für zahlreiche Todesfälle verantwortlich. Die Häftlinge wären angeblich „auf der Flucht erschossen“ worden.
1935 gab es neun Lager: KZ Dachau, KZ Esterwegen, KZ Lichtenburg, KZ Sachsenburg, KZ-Columbia-Haus in Berlin, KZ Oranienburg, KZ Oberer Kuhberg, KZ Kislau und KZ Fuhlsbüttel. In ihnen wurden etwa 7.000 bis 9.000 Gefangene festgehalten.
1936/37 war der niedrigste Stand mit etwa 7.500 Gefangenen erreicht.
Im Februar 1937 begannen sich die Lager wieder zu füllen. Himmler hatte sich entschlossen, die Lager zu Erziehungs- und vor allem zu Produktionsstätten umzufunktionieren. 1938 wurde hierzu die SS-Firma Deutsche Erd- und Steinwerke GmbH (DEST) gegründet, die Ziegelwerke errichtete und Steinbrüche ausbeutete. Zunächst wurden 2.000 bislang in Strafhaft befindliche „Berufs- und Gewohnheitsverbrecher“ eingesetzt, die sog. „BV-Häftlinge“. Anfang 1938 kamen erstmals in einem reichsweiten Zugriff festgenommene sogenannte asoziale und „arbeitsscheue Elemente“ hinzu. Die Lagerinsassen wurden damit zu Zwangsarbeitern.
Im Jahr 1938 wurden nach der Reichspogromnacht etwa 35.000 Juden zur Einschüchterung und um sie zur Aufgabe ihres Eigentums und zur Auswanderung zu veranlassen, vorübergehend interniert. Kurze Zeit später kamen die meisten wieder frei.
Mit Beginn des Zweiten Weltkrieges weitete sich das System der Arbeitslager qualitativ und quantitativ sprunghaft aus. Die Zwangsarbeit trat immer mehr in den Vordergrund. Insassen der Konzentrationslager waren nunmehr vor allem Angehörige anderer Staaten, aber auch Vertreter der Kirchen, da Heydrich und Bormann im Kriegsbeginn die Gelegenheit sahen, auch den Kirchenkampf zu Ende zu führen.
Ab Kriegsbeginn nahm die Polizei in nennenswertem Umfang auch Personen wegen Arbeitsverweigerung, insbesondere streikende Arbeiter, in Schutzhaft.
Ab Mitte 1941 wurden unter Beteiligung der Arbeitsämter sowjetische Zivilarbeiter in Schutzhaft genommen.
Allein im Oktober 1941 nahm die Gestapo 15.000 Personen in „Schutzhaft“. Im März 1942 befanden sich insgesamt 100.000 Gefangene in „Schutzhaft“. Im August 1943 waren es 224.000. Ein Drittel davon war im KZ Auschwitz (Stammlager, Birkenau und Monowitz) gefangen. Im August 1944 befanden sich dann 524.000 Personen in „Schutzhaft“, im Januar 1945 waren es 714.000. Die Stärke der Wachmannschaften betrug damals 40.000 Mann.
Die Sterblichkeit war hoch (60 % aller Lagerinsassen in der zweiten Hälfte des Jahres 1942). Von den gegen Ende des Regimes noch lebenden 700.000 Insassen kamen mindestens noch ein Drittel auf Todesmärschen um.
Die Gesamtzahl der in den Konzentrationslagern durch Entkräftung und Krankheiten umgekommenen Personen beläuft sich auf mindestens 500.000.

## Die Rechtlosigkeit der Gefangenen
Gerichtlicher Schutz gegen die Inhaftierung stand dem Gefangenen nicht zu. § 7 des 3. Gestapo-Gesetzes vom 10. Februar 1936 ordnete ausdrücklich an, dass Verfügungen und Angelegenheiten der Gestapo nicht der Nachprüfung durch die Verwaltungsgerichte unterliegen. Auch gegen die in der „Schutzhaft“ regelmäßigen Misshandlungen bis hin zum Tod bestand kein Rechtsschutz.
Der Aktenvermerk „RU“ (Rückkehr unerwünscht) bei einem KZ-Häftling kam einem Todesurteil gleich.

### Vereinzelte Einwirkungsversuche der Justiz
Der Gestapoführung unter Heinrich Himmler gelang es, durch Einschaltung höherer politischer Entscheidungsträger, durch Sabotage der von der Justiz eingeleiteten Ermittlungsverfahren, durch Einschüchterung bis hin zur Drohung von Verhängung von Schutzhaft gegenüber den ermittelnden Beamten alsbald einen rechtsfreien Raum zu schaffen. Diese Entwicklung fand einen gewissen Abschluss in einer „Verordnung über eine Sondergerichtsbarkeit in Strafsachen für Angehörige der SS und für die Angehörigen der Polizeiverbände bei besonderem Einsatz“ vom 17. Oktober 1939. Mit dieser von Heinrich Himmler bei Hitler erwirkten Verordnung kontrollierte die für die Bewachung der Lager zuständige SS und deren SS-Totenkopfverbände sich selbst. Das Ergebnis war damit vorhersehbar.
Hinzu kamen verschiedene Amnestiegesetze, von denen zugunsten der Täter, sofern die Justiz überhaupt die Taten aufgegriffen hatte, großzügigst Gebrauch gemacht wurde.
Ermittlungen der Justiz waren, sofern die Opfer überhaupt noch lebten, bereits dadurch erschwert, dass die Betroffenen bei Entlassung aus dem KZ eine Erklärung unterschreiben mussten, mit der sie sich zu absolutem Schweigen über die Verhältnisse im Lager verpflichteten. Die Drohung mit erneuter „Schutzhaft“ bewirkte, dass misshandelte Häftlinge nur ganz selten überhaupt bereit waren, als Zeugen zur Verfügung zu stehen.
Nur die hohen Todeszahlen sprachen für sich. Die Justiz war zumindest anfänglich mit diesen Todesfällen befasst, weil die Staatsanwaltschaft nach § 159 StPO bei allen Fällen eines nicht natürlichen Todes einzuschalten war (und ist).
Anhand zweier typischer Einzelfälle aus der Anfangszeit sei die Behandlung der Gefangenen und das Verhalten der Justiz geschildert:

### Der Fall des Kaufmanns Schloß im KZ Dachau
Am 16. Mai 1933 meldete der Lagerkommandant Hilmar Wäckerle, dass der Nürnberger Kaufmann Schloß sich in der Einzelhaftzelle erhängt hätte. Tatsächlich wies die Leiche ausgedehnte Blutunterlaufungen auf, der Tote war erst nach Ermordung aufgehängt worden, um einen Suizid vorzutäuschen. Am 17., 24. und 25. Mai 1933 wurden drei weitere unnatürliche Todesfälle aus dem KZ Dachau gemeldet. In einem der Fälle war der Betroffene angeblich auf der Flucht erschossen worden. Dies sollte künftig eine häufig gewählte Begründung für Todesfälle in den Konzentrationslagern werden. Erschießen auf der Flucht kam praktisch der Verhängung der Todesstrafe durch die SS gleich, eine Strafe ohne Rechtsgrundlage und ohne Gerichtsverfahren.
Die Arbeitsbedingungen der Justiz waren bereits damals so schwierig geworden, dass der zuständige Staatsanwalt die Anträge im geschilderten Fall des Kaufmanns Schloß nur einer ihm zuverlässig erscheinenden Schreibkraft nach Dienstschluss diktieren konnte und selbst zum Untersuchungsrichter bringen musste, weil er befürchtete, die Anträge würden sonst auf dem Dienstweg verschwinden. Der Untersuchungsrichter wollte so, wie es sonst üblich und gesetzlich geregelt war, die Verhaftung der Angeschuldigten mit Hilfe der Mordkommission der Münchener Polizeidirektion durchführen. Dort wurde ihm „lächelnd“ bedeutet, dafür sei allein die Gestapo zuständig. Am selben Tag schaltete sich auf Betreiben des Leitenden Oberstaatsanwaltes das bayerische Justizministerium ein. Ergebnis war, dass der Oberstaatsanwalt angewiesen wurde, die genannten Fälle mit Heinrich Himmler, dem Chef der Organisation, die für die Morde verantwortlich war, zu besprechen. Eine Mitwirkung oder ein Mitspracherecht Himmlers war allerdings vom Gesetz nicht vorgesehen. Himmler sicherte zwar Kooperation bei der Aufklärung der Straftaten zu, sorgte jedoch dafür, dass die Akten, die er sich über Justiz- und Innenministerium besorgt hatte, in seiner Organisation verschwanden. Die Fälle wurden nicht aufgeklärt.
Die SS war sich bereits damals ihrer Macht so sicher, dass der Lagerkommandant Hilmar Wäckerle eine Lagerordnung verfassen und der Justiz präsentieren konnte, wonach über das Lager das Standrecht verhängt sei und als Lagerstrafe vom Kommandanten sowie von ihm ausgewählten Offizieren gegen denjenigen die Todesstrafe verhängt werden durfte, der den Gehorsam verweigerte. Eine Rechtsgrundlage gab es hierfür nicht. Wäckerle berief sich nur auf eine Genehmigung durch Heinrich Himmler.
Der neue Lagerkommandant Theodor Eicke erließ am 1. Oktober 1933 eine „Disziplinar- und Strafordnung“, wonach „kraft revolutionären Rechts“ als Aufwiegler gehängt werden solle, der „wahre oder unwahre Nachrichten zum Zwecke der gegnerischen Greuelpropaganda über das Konzentrationslager (…) hinausschmuggelt“. Staatsanwaltschaft und Gericht wurde mitgeteilt, dass sie bis auf Weiteres keinen Zugang mehr zum Lager erhielten.

### Straftaten im KZ Kemna
In diesem am 19. Januar 1934 wieder aufgelösten KZ Kemna wurden Gefangene zur Vernehmung nackt auf besonderen Prügelbänken festgehalten und mit Gummiknüppeln, Peitschen und Stöcken blutig geschlagen. Sie wurden anschließend in einen engen Verschlag gesteckt, in dem sie weder stehen noch sitzen konnten. Zuvor hatten sie noch ungewässerte, mit Staufferfett oder Kot beschmierte Salzheringe essen müssen und waren bei Erbrechen gezwungen worden, das Erbrochene aufzulecken. Mit den frischen Verletzungen wurden sie dann in die im Winter eiskalte Wupper getrieben und mussten die nassen Kleider anbehalten. Zwei Häftlinge starben nach Verlegung aus dem Konzentrationslager, einer davon in der Irrenanstalt Galkhausen.
Diese Vorgänge waren auch der Wuppertaler Staatsanwaltschaft bekannt geworden, die sich jedoch erst nach der Entmachtung der SA (nach dem sogenannten Röhm-Putsch) entschloss, in dieser Sache etwas zu unternehmen. Sie konnte sich dabei auf Informanten aus dem Kreis der SA stützen. Obwohl der im Justizministerium zuständige Beamte den Informanten regelrechte Schutzbriefe ausgestellt hatte, wurde einer von ihnen, sobald die Ermittlungen bekannt geworden waren, vom Kreisleiter der NSDAP in Schutzhaft genommen. Erst durch Intervention auf Ministeriumsebene kam dieser Informant nach fünf Tagen wieder frei. Die Gauleitung der NSDAP entfesselte gegen den ermittelnden Staatsanwalt ein Kesseltreiben, zog ihn, der selbst Parteigenosse war, gar vor das Parteigericht und erreichte bei dem Parteigenossen und Staatssekretär im Preußischen Justizministerium Freisler, dass die Ermittlungsakten an die Gauleitung abgegeben wurden. Damit war das Ermittlungsverfahren zunächst zerschlagen.
Nach einer durch eine Vorsprache von örtlichen Parteiangehörigen beim persönlichen Adjutanten von Hermann Göring erzwungenen Wiederaufnahme des Verfahrens entledigte sich die Partei der Sache durch die Einleitung eines Verfahrens vor dem obersten Parteigericht gegen die in dieser Sache Hauptbeschuldigten. Das Gericht verhängte gegen sie am 1. April 1935 eine äußerst milde, kaum als solche zu bezeichnende Strafe, nämlich nur eine Verwarnung. Zur Begründung führte das Gericht aus, dass die bisherigen Ermittlungen höchst einseitig geführt worden seien; man habe nur unglaubwürdige Staatsfeinde angehört. Zwar seien die Angeschuldigten über das „zur Brechung des Widerstandes erforderliche Maß hinausgegangen“ und hätten „damit gegen den vom Führer gegebenen Befehl, daß der nationalsozialistische Staat seine Gegner wohl unschädlich zu machen weiß, darüber hinaus aber auf jede Rache verzichtet, verstoßen“ (…). Es sei jedoch zu berücksichtigen, dass es die SA im Wuppertaler Industriegebiet mit besonders hartnäckigen kommunistischen Gegnern zu tun gehabt habe, die sich auch nach der Machtergreifung immer wieder illegal zu organisieren versucht hätten. Gerade das Verhalten der Staatsanwaltschaft habe diesen Elementen wieder Auftrieb gegeben.
Damit war das staatsanwaltschaftliche Ermittlungsverfahren praktisch kaltgestellt. Der ermittelnde Staatsanwalt Gustav Winckler wurde in der Folgezeit persönlich bedroht und nächtlich angerempelt und musste sich an einen anderen Ort versetzen lassen. Den Schlusspunkt setzte Hitler mit einem Niederschlagungsbeschluss vom 10. Februar 1936.
Nach Kriegsende wurden die Ermittlungen wieder aufgenommen, der Prozess begann 1948. Staatsanwalt Gustav Winckler führte erneut die Ermittlungen.

## Ergebnis
Die „Schutzhaft“ ist Ausdruck einer Ausschaltung des Rechts und der Gewaltenteilung, trotz des formalen Fortbestehens der Justiz. Die staatliche Gewalt lag allein in der Hand der Gestapo und SS. Beide waren Heinrich Himmler unterstellt. So hatten beide Instanzen freie Hand, das System der Unterdrückung Andersdenkender zu verschärfen und die nationalsozialistische Ideologie zu verwirklichen. Damit siegte der „Maßnahmenstaat“ über den „Normenstaat“, folgend der zeitgenössischen Unterscheidung des Politikwissenschaftlers Ernst Fraenkel.
Hitler griff nicht korrigierend ein, er machte Himmler auch keine schriftlichen Vorgaben.